# Plavci (leptiri)
Plavci (Lycaenidae) su porodica malih (raspon krila 3 – 4 cm) danjih leptira karakterističnih šara s donje strane krila. Najpoznatije vrste su: brezov plavorepac (Thecla betulae), trninin plavorepac (Strymonidia spini Schiff), plavac selac (Lampides boeticus), krkovin plavac (Celastrina argiolus).